# Maria Schnökel
Maria Schnökel (* um 1600; † 25. August 1654 in Rinteln) war ein Opfer der Hexenverfolgungen in Rinteln.

## Leben

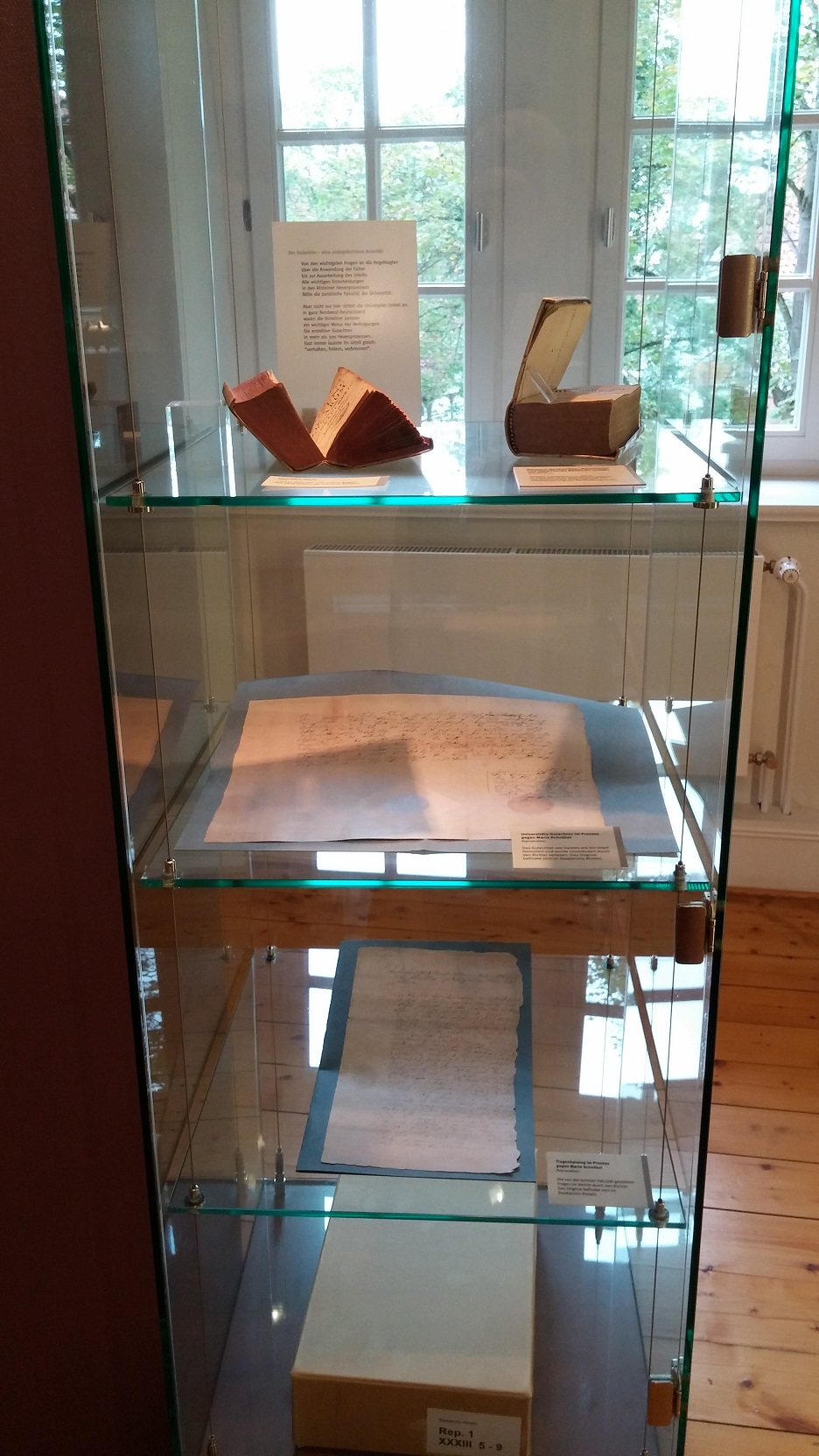
Eulenburg-Museum Rinteln: Ausstellung Hexenprozesse. Exponate: (li. oben) Cunradus Hartz, Traktat … gegen das Verbrechen der Hexerei, 1634 Rinteln; (re. ob.) Hermann Goehausen, Processus Juridicus, Rinteln 1630

Maria Schnökel war eine geborene Biesenmeyer und verheiratet mit Heinrich Schnökel. In anderen Quellen wird sie genannt: Heinrich Schreckels Frau, die Henr. Schroeckels Frau Mar. Brennerkings. Die Schreckelsche. 1654 geriet sie in einen Hexenprozess, der im Zentrum einer Ausstellung zu den Hexenprozessen in Rinteln in der Eulenburg, dem Universitäts- und Stadtmuseum Rinteln, steht.

## Hexenverfolgungen in Rinteln
Rinteln war Schauplatz intensiver Hexenverfolgungen. Die Hexenprozesse wurden maßgeblich vorangetrieben durch die Professoren der Juristenfakultät der Universität Rinteln. Sie verstärkten durch ihre Beratung von Stadt- und Amtsgerichten die Hexenprozesse im ganzen Nordwesten. Zwischen 1621 und 1675 sind rund 400 Gutachten überliefert, die durchweg die rücksichtslose Verfolgung von vermeintlichen Hexen und Hexenmeistern anordneten.
Das juristische Delikt der Hexerei war in der reichsweit gültigen Constitutio Criminalis Carolina verankert. Es fand sich auch in der Polizey-Ordnung, die Graf Ernst zu Holstein-Schaumburg, der Stifter der Rintelner Universität, 1610 erlassen hatte. Hexerei galt als todeswürdiges Verbrechen, das mit dem Verbrennen auf dem Scheiterhaufen geahndet wurde. Der Stadtrat in Rinteln hatte die Hohe Gerichtsbarkeit inne mit dem Recht, Menschen wegen Hexerei zu verurteilen und zu verbrennen.
Im Gebiet der heutigen Stadt Rinteln wurden in der Zeit von 1560 bis 1669 mindestens 88 Menschen in Hexenprozessen angeklagt, von denen viele mit der Hinrichtung endeten. Höhepunkte waren die Jahre 1634 bis 1655. In den Jahren 1634–1635 wurden 13 Menschen hingerichtet. Eine weitere Welle von Hexenprozessen begann, als die Grafschaft Schaumburg 1647 aufgeteilt wurde, der südliche Teil mit der Stadt Rinteln an die Landgrafschaft Hessen-Kassel kam und Rinteln wegen der entfernten Lage zur Residenzstadt Kassel eine eigene Regierung mit Obergericht erhielt. 1654 wurden mindestens elf Personen der Hexerei angeklagt (darunter auch Magdalena Meyers, die Witwe des Hoppenstock) und 1655 weitere drei Menschen.
Nach Archivunterlagen wurden in Rinteln nur drei Männer der Hexerei angeklagt und auf dem Scheiterhaufen verbrannt. Johann Ernsting, genannt Kronenschäfer, wurde als angeblicher Werwolf beschuldigt und am 30. Mai 1655 hingerichtet.
Die Stadt Rinteln, deren Universität maßgeblich zur Verbreitung der Hexenprozesse beitrug, hält damit in Niedersachsen einen traurigen Rekord.

## Hexenprozess gegen Maria Schnökel
Seit dem Herbst 1653 fanden auf Schloss Arensburg im benachbarten Schaumburg-Lippe auf Betreiben des dortigen Grafen Philipp Massenprozesse unter dem Vorwurf der „Hexerei“ statt, bei denen unter der Folter die Angeklagten immer neue Frauen und Männer der Teilnahme beim Hexensabbat bezichtigten. Die Gefolterten nannten als Hexentanzplatz die Klippe des Luhdener Berges zwischen Eilsen und Rinteln.
In einer ersten Prozesswelle von Januar bis März 1654 begann auch das Rintelner Stadtgericht mit Ermittlungen wegen Hexerei. Acht angeklagte Frauen wurden zum Tode verurteilt, darunter Ende Februar 1654 Adelheid Sieveking. Eine der angeklagten Frauen sagte unter der Folter aus, dass die Bürgersfrau Maria Schnökel ebenfalls beim nächtlichen Hexentanz auf dem Steinanger dabei gewesen sei. Diese sogenannte Besagung wurde vom Gericht in eine besondere Liste eingetragen.
Im April 1654 geriet Maria Schnökel in einen Streit mit einem Nachbarn. Dieser bekreuzigte sich plötzlich vor ihr und wandte sich ab. Zum ersten Mal ahnte Maria Schnökel, dass ein „bös Gerücht“ über sie im Umlauf war.

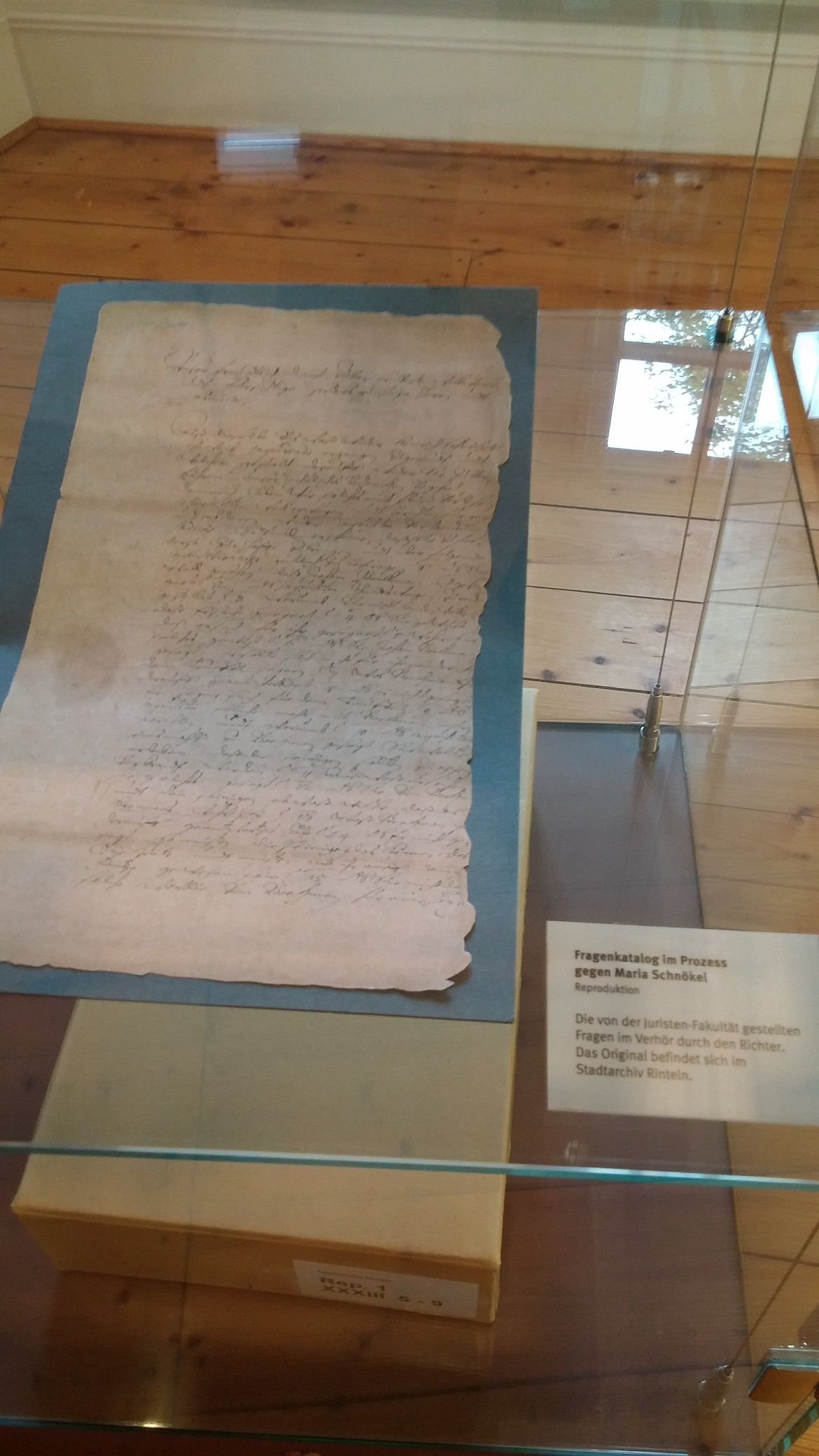
Fragenkatalog im Hexenprozess gegen Maria Schnökel, Rinteln 1654

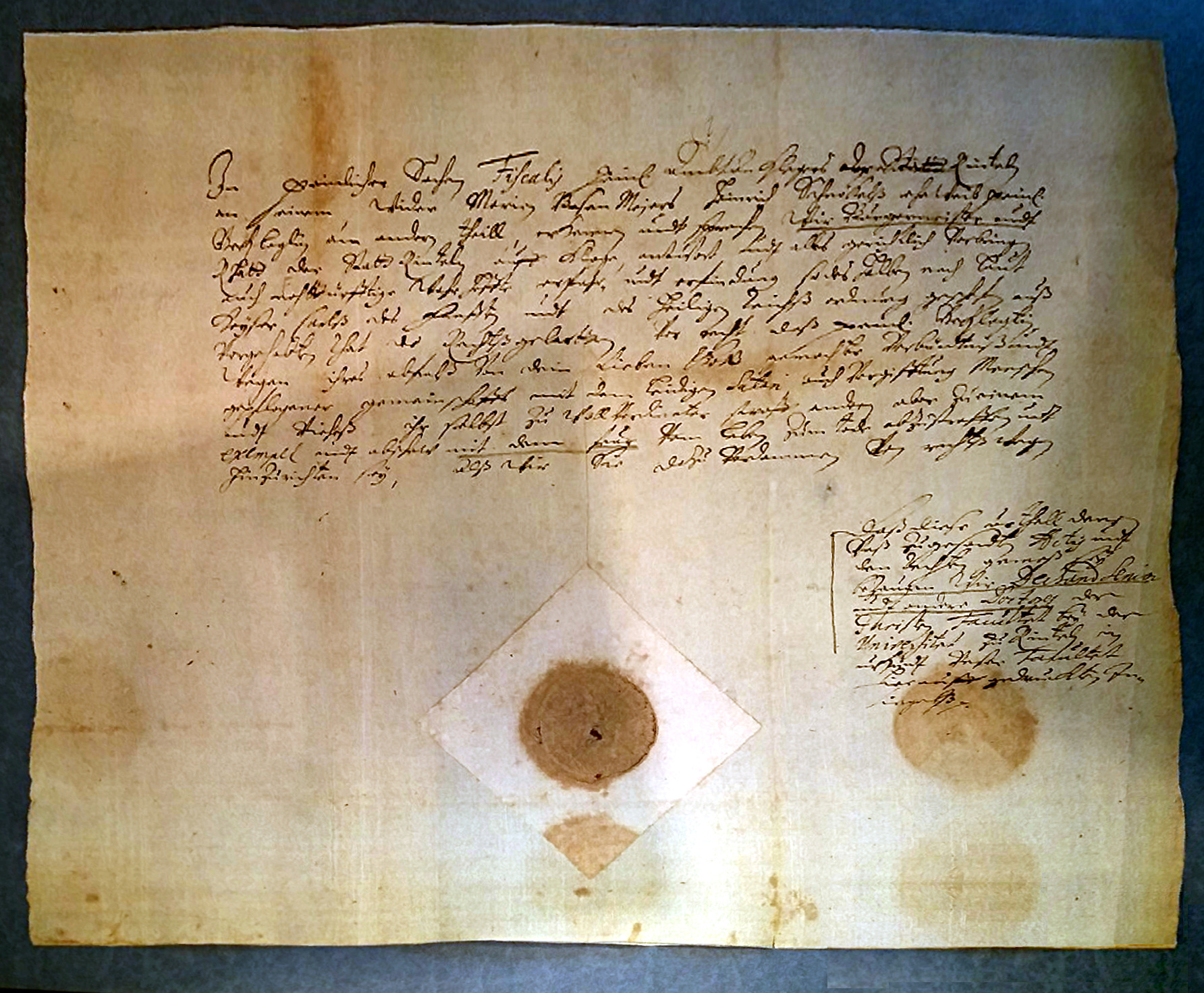
Gutachten im Hexenprozess gegen Maria Schnökel, Rinteln 1654

Am 3. Juli 1654 begann das Stadtgericht mit konkreten Ermittlungen gegen Maria Schnökel und ließ Belastungszeugen vernehmen.
Wie auch im Prozess gegen Adelheid Sieveking traten Mitglieder der Wandmacherfamilie Wiebbach mit Verdächtigungen und Zeugenaussagen in Erscheinung. Als Zeugen wurden gehört: Anna Maria Wiebbach, Ehefrau des Wandmachers Otto Wiebbach aus dem Klosterstraßenviertel, und der Bäcker Johann Bockmann aus dem Ritterstraßenviertel.
Namentlich als Richter bekannt ist Johann Dempter (um 1590–1654), Kaufmann, Ratsherr und ehrenamtlicher Stadtrichter.
Am 10. Juli hörte das Stadtgericht weitere Zeugen und sandte die Akten schließlich an die Juristen-Fakultät der Rintelner Universität. Am 19. Juli lag das Rechtsgutachten der Universität vor: Verhaften und „gütlich befragen“.
Am 20. Juli wurde Maria Schnökel morgens um drei Uhr verhaftet und vor dem Stadtgericht verhört. Sie bestritt alle Vorwürfe. Das Protokoll wurde mit den Akten wieder an die Universität geschickt. Fünf Tage später lag das zweite Rechtsgutachten der Universität vor: Erneut verhören, diesmal unter Anwendung der Folter.
Am 31. Juli begann um 10 Uhr vormittags die einstündige Folter auf dem Dachboden des Rathauses durch Streckbank und Beinschrauben. Maria Schnökel blieb standhaft. Anschließend in der Zelle redete Pfarrer Daniel Wilhelmi auf sie ein. Maria Schnökel war zu erschöpft, um weiteren Widerstand zu leisten. Sie gab zu, eine Hexe zu sein.
Am 3. August widerrief sie das Geständnis: sie sei durch Pfarrer Wilhelmi getäuscht und betrogen worden. Doch am 5. August resignierte Maria Schnökel und gestand erneut.
In dem Verhör am 8. August gestand Maria Schnökel alle Details, die man von ihr hören wollte. Sie nannte dabei auch angebliche Komplizinnen.
Am 17. August wurde die Anklageschrift vorbereitet und mit den Akten an die Universität versandt. Am 25. August fand auf dem Marktplatz der „Endliche Rechtstag“ statt. Das dritte Gutachten der Universität wurde als Urteil öffentlich verkündet. Es lautete: Tod durch Verbrennen. Wenig später starb die Angeklagte gemeinsam mit zwei anderen Frauen auf dem Scheiterhaufen.
Verurteilungen und Hinrichtungen von Juli bis August im Jahr 1654:
- Witwe des Heinrich Hoppenstock, hingerichtet am 8. Juli.
- Katharina Vogel, Witwe des Cordt Meinersen, hingerichtet am 8. Juli.
- Witwe des Daniel Herrmann, hingerichtet.
- Jost Reneckings Frau, flüchtete, kehrte freiwillig zurück, wahrscheinlich hingerichtet.
- Maria Schnökel, hingerichtet am 25. August.
- Die Hafferbocksche, hingerichtet am 6. Oktober.